# ハノーヴァリアン・ハウンド

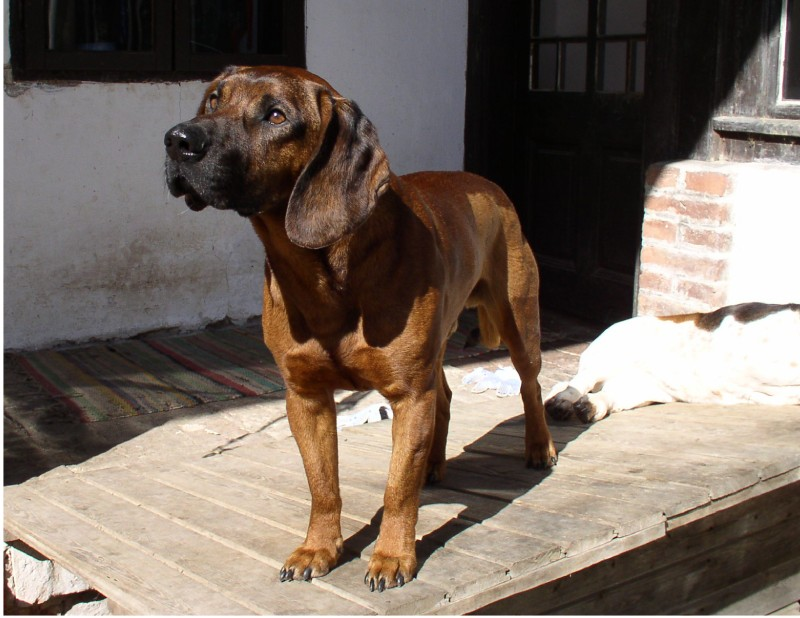
ハノーヴァリアン・ハウンド

ハノーヴァリアン・ハウンド（英：Hanoverian Hound）とは、ドイツ原産のセントハウンド犬種である。犬種名がよく似ている同国原産のバヴァリアン・ハウンドは本種の派生犬種である。

## 歴史
1800年代頃にハノーファー地方の狩猟場の番人によって作出されたセントハウンドで、重量級だがそれほど大きすぎず、嗅覚と力強さの優れた犬種を目指して作られ、ブラッドハウンドなどを交配させて完成した犬種である。傷を負った獲物の臭いを追跡する事が得意であるが、普通の獲物の臭いを追跡する事が出来る。主にシカやイノシシなどの大型獣の猟に使われ、一回の猟で1〜2頭のハノーヴァリアンが使われる。それは長いリードにつながれて獲物の臭いを追跡し、ターゲットを発見するとリードが外され、放たれる。ハノーヴァリアンは臆することなく獲物に飛び掛り、吠えたりカミ止めを行って戦い、仕留める。
もとから希少種で数が少なく、しっかりとした管理が行われていたため2度の世界大戦の戦禍を受けることはなく、頭数が減少することも無かった。尚、本種はほとんどがドイツ国内の狩場管理人か森林警備員に飼われているため、ペットやショードッグとして飼育されているものはかなり珍しい。そのため原産地外での知名度は低いが、FCIに公認犬種として登録されているため皆無というわけではない。又、知名度の向上も兼ねて麻薬探知犬として使うように訓練を行う計画も存在する。

## 特徴
非常にがっしりとした重量級の犬種である。頭は大きく、胴は長いがやや短足である。しかし、脚も筋肉質で太いためしっかり体を支えられ、とても抱っこできるような体重でもないため後天性のヘルニアにはかかりにくい。垂れ耳・太い垂れ尾でコートはスムースコート、毛色はセーブルやブリンドル、ブラックがかった茶色など。体高50〜60cm、体重38〜44kgの大型犬。性格は大人しく従順、家族に対しても他の犬に対しても友好的で愛情深い。猟犬としては勇敢で、非常に粘り強い。知的で頭の良い犬種で、猟の事だけでなく普通のしつけの飲み込みも早い。性格面も健康面も良いため家庭犬としても優秀ではあるのだが、ペットとしてあまり飼育されていないのはやはり40kgを超える体重がネックとなっているからである。たっぷりとした運動や他の犬との交流も必要である。

## 参考
- 『日本と世界の愛犬図鑑2007』（辰巳出版）佐草一優監修
- 『デズモンド・モリスの犬種事典』デズモンド・モリス著書、福山英也、大木卓訳 誠文堂新光社、2007年
- 『日本と世界の愛犬図鑑2009』（辰巳出版）藤原尚太郎編・著